# Бурсичи
Бурсичи (серб. Бурсићи / Bursići) — село в общине Вишеград Республики Сербской Боснии и Герцеговины. В настоящее время село необитаемо.